# Ђорђе Светличић
Ђорђе Светличић (Београд, 5. јануар 1974) бивши је српски фудбалер и репрезентативац.

## Каријера
Рођен је 5. јануара 1974. године у Београду. Фудбалску каријеру је почео у београдском Графичару (1989-1993). На прволигашку сцену је крочио у дресу Партизана за који је наступао од 1993. до 1999. године. Са „црно-белима“ је освојио четири титуле првака државе (1994, 1996, 1997, 1999) и два купа СР Југославије (1994, 1998). Одиграо је укупно 250 утакмица за Партизан и постигао 25 голова. Остао је упамћен по голу у 105. вечитом дербију 1996. године, а који је Партизан победио Црвену звезду са 3:1 у гостима.
Интернационалну каријеру је наставио у белгијским клубовима Жерминал Бершот (1999-2003 и 2008-10), Серкл Бриж (2003-2006) и Гент (2006-08).
Одиграо је две утакмице за фудбалску репрезентацију СР Југославије. Дебитовао је на пријатељској утакмици 20. августа 1997. против Русије у Санкт Петерсбургу (1:0), а наступио је још 25. фебруара 1998. против Аргентине у Мар дел Плати (1:3).

## Успеси
- Партизан
  - Првенство СР Југославије (4): 1993/94, 1995/96, 1996/97, 1998/99.
  - Куп СР Југославије (2): 1993/94, 1997/98.